# Hoplophorella diaphoros
Hoplophorella diaphoros är en kvalsterart som först beskrevs av Wojciech Niedbała 2000.  Hoplophorella diaphoros ingår i släktet Hoplophorella och familjen Phthiracaridae. Inga underarter finns listade i Catalogue of Life.